# BJW認定デスマッチヘビー級王座
BJW認定デスマッチヘビー級王座（ビー・ジェー・ダブリューにんていデスマッチヘビーきゅうおうざ）は、大日本プロレスが管理、認定している王座。

## 歴史
1998年8月9日、大日本プロレス新川崎小倉陸下広場大会で行われた初代王者決定トーナメントに優勝したザ・グレート・ポーゴが初代王者になった。

## ルール
挑戦資格
デスマッチを行う男子選手とする。
試合時間
30分1本勝負。時間切れ引き分けの場合は王座防衛。2007年3月までは時間無制限1本勝負だったが選手の安全面から4月以降は時間制限が設けられた。
試合形式
挑戦者は当日の試合形式を王者に提示する権限を有して大会前に発表。空位となった場合の王座決定戦については対戦者間での合意により試合形式を決定。
凶器
蛍光灯、画鋲、ガラスなどが使用できる。本人のみならず相手が持ち込んだ凶器の使用も可能。ただし、試合会場の規制で使用が禁止される凶器がある場合は従う。開催地、開催時期などにちなんだテーマが設けられた場合にはテーマに従った凶器を製作して使用する。
決着
ピンフォール、ギブアップ、レフェリーストップ、ドクターストップ。
カウント
ロープエスケープ、反則カウント、場外カウントは原則として取らない。ピンフォールは3カウント。
ルール変更
これらのルールは対戦者間での合意により変更が可能。

## 歴代王者
| 歴代   | 選手                       | 戴冠回数 | 防衛回数 | 戴冠日付       | 獲得場所 （対戦相手・その他）                   |
| ------ | -------------------------- | -------- | -------- | -------------- | ----------------------------------------------- |
| 初代   | ザ・グレート・ポーゴ       | 1        | 0        | 1998年8月9日   | 新川崎小倉陸下広場 松永光弘                     |
| 第2代  | 松永光弘                   | 1        | 0        | 1998年8月23日  | 花博鶴見緑地公園広場                            |
| 第3代  | シャドウWX                 | 1        | 1        | 1998年9月23日  | 後楽園ホール                                    |
| 第4代  | アブドーラ・ザ・ブッチャー | 1        | 0        | 1999年1月10日  | アクロス福岡イベントホール                      |
| 第5代  | シャドウWX                 | 2        | 1        | 1999年2月28日  | 後楽園ホール                                    |
| 第6代  | 山川竜司                   | 1        | 1        | 1999年5月30日  | 新川崎小倉陸下広場                              |
| 第7代  | シャドウWX                 | 3        | 2        | 1999年8月10日  | 花博鶴見緑地公園広場                            |
| 第8代  | 山川竜司                   | 2        | 0        | 1999年12月4日  | 横浜文化体育館                                  |
| 第9代  | 本間朋晃                   | 1        | 1        | 2000年1月2日   | 後楽園ホール                                    |
| 第10代 | ザンディグ                 | 1        | 2        | 2000年7月2日   | 後楽園ホール                                    |
| 第11代 | 本間朋晃                   | 2        | 0        | 2000年11月23日 | 横浜文化体育館 剥奪                             |
| 第12代 | ザンディグ                 | 2        | 1        | 2001年5月4日   | 札幌テイセンホール 金村キンタロー               |
| 第13代 | 松永光弘                   | 2        | 0        | 2001年8月19日  | 横浜文化体育館                                  |
| 第14代 | ザンディグ                 | 3        | 0        | 2001年12月2日  | 横浜アリーナ 空位                               |
| 第15代 | 金村キンタロー             | 1        | 1        | 2003年3月30日  | 横浜文化体育館 シャドウWX                       |
| 第16代 | 伊東竜二                   | 1        | 6        | 2003年8月24日  | 横浜文化体育館                                  |
| 第17代 | アブドーラ・小林           | 1        | 0        | 2005年12月21日 | 横浜文化体育館                                  |
| 第18代 | 佐々木貴                   | 1        | 1        | 2006年3月31日  | 後楽園ホール                                    |
| 第19代 | 伊東竜二                   | 2        | 0        | 2006年9月10日  | 横浜文化体育館 返上                             |
| 第20代 | 佐々木貴                   | 2        | 2        | 2006年12月3日  | 横浜文化体育館 "黒天使"沼澤邪鬼                 |
| 第21代 | "黒天使"沼澤邪鬼           | 1        | 1        | 2007年8月26日  | ディファ有明                                    |
| 第22代 | 伊東竜二                   | 3        | 1        | 2007年12月14日 | 横浜文化体育館                                  |
| 第23代 | シャドウWX                 | 4        | 3        | 2008年5月4日   | 桂スタジオ                                      |
| 第24代 | 宮本裕向                   | 1        | 4        | 2008年12月19日 | 横浜文化体育館                                  |
| 第25代 | 伊東竜二                   | 4        | 6        | 2010年5月4日   | 横浜文化体育館                                  |
| 第26代 | アブドーラ・小林           | 2        | 7        | 2011年12月18日 | 横浜文化体育館                                  |
| 第27代 | 石川修司                   | 1        | 4        | 2013年1月2日   | 後楽園ホール                                    |
| 第28代 | 木高イサミ                 | 1        | 4        | 2013年11月4日  | 横浜文化体育館                                  |
| 第29代 | 伊東竜二                   | 5        | 0        | 2014年5月25日  | DIAMOND HALL                                    |
| 第30代 | 宮本裕向                   | 2        | 5        | 2014年6月15日  | 広島県立広島産業会館東館                        |
| 第31代 | アブドーラ・小林           | 3        | 0        | 2015年5月5日   | 横浜文化体育館                                  |
| 第32代 | 伊東竜二                   | 6        | 5        | 2015年7月20日  | 両国国技館                                      |
| 第33代 | 星野勘九郎                 | 1        | 3        | 2016年7月24日  | 両国国技館                                      |
| 第34代 | アブドーラ・小林           | 4        | 0        | 2016年12月18日 | 横浜文化体育館                                  |
| 第35代 | 高橋匡哉                   | 1        | 2        | 2017年5月5日   | 横浜文化体育館                                  |
| 第36代 | 竹田誠志                   | 1        | 9        | 2017年8月19日  | 名古屋国際会議場イベントホール                  |
| 第37代 | 高橋匡哉                   | 2        | 3        | 2018年11月11日 | 両国国技館                                      |
| 第38代 | 木高イサミ                 | 2        | 4        | 2019年5月5日   | 横浜文化体育館                                  |
| 第39代 | アブドーラ・小林           | 5        | 1        | 2019年12月18日 | 横浜文化体育館                                  |
| 第40代 | 伊東竜二                   | 7        | 0        | 2020年3月16日  | 横浜文化体育館                                  |
| 第41代 | 藤田ミノル                 | 1        | 3        | 2020年8月29日  | 横浜文化体育館                                  |
| 第42代 | 塚本拓海                   | 1        | 1        | 2021年1月2日   | 後楽園ホール                                    |
| 第43代 | ドリュー・パーカー         | 1        | 0        | 2021年7月23日  | 後楽園ホール                                    |
| 第44代 | 宮本裕向                   | 3        | 5        | 2021年9月5日   | 名古屋国際会議場イベントホール                  |
| 第45代 | ドリュー・パーカー         | 2        | 1        | 2022年5月5日   | 横浜武道館 返上                                 |
| 第46代 | 神谷英慶                   | 1        | 4        | 2022年8月28日  | 名古屋国際会議場イベントホール アブドーラ・小林 |
| 第47代 | アブドーラ・小林           | 5        | 0        | 2023年5月4日   | 横浜武道館                                      |
| 第48代 | 石川勇希                   | 1        | 3        | 2023年7月16日  | 後楽園ホール                                    |
| 第49代 | マッドマン・ポンド         | 1        | 0        | 2023年12月30日 | 後楽園ホール                                    |
| 第50代 | 石川勇希                   | 2        | 1        | 2024年1月4日   | 新木場1stRING                                   |
| 第51代 | 神谷英慶                   | 2        | 3        | 2024年4月14日  | シャトレーゼ ガトーキングダム サッポロ          |
| 第52代 | アキラ                     | 1        |          | 2025年3月29日  | 後楽園ホール                                    |

## チャンピオンベルトのデザイン
初代チャンピオンベルトは正面とサイドに椅子がデザインされており、「イス色のベルト」と呼ばれていた。デザインは公募によって決定された。
2002年、CZWに所属していた王者のザンディグがベルトを保持したままアメリカに帰国後、CZWとの業務提携が終了してベルトが戻らないため、新ベルトの作成を余儀なくされた。
2003年、2代目チャンピオンベルトが制作された。同年、王者の伊東竜二によってベルト中央にクモの巣状に有刺鉄線が張られた。
2012年3月13日、ベルトの金属面に老朽化が見られるようになったため、新ベルトのデザインを募集することが決定された。
2013年4月28日、後楽園ホール大会で3代目チャンピオンベルトが披露されて椅子、画鋲、蛍光灯があしらわれたデザインになった。5月5日、横浜文化体育館大会から使用している。